# Homokumene

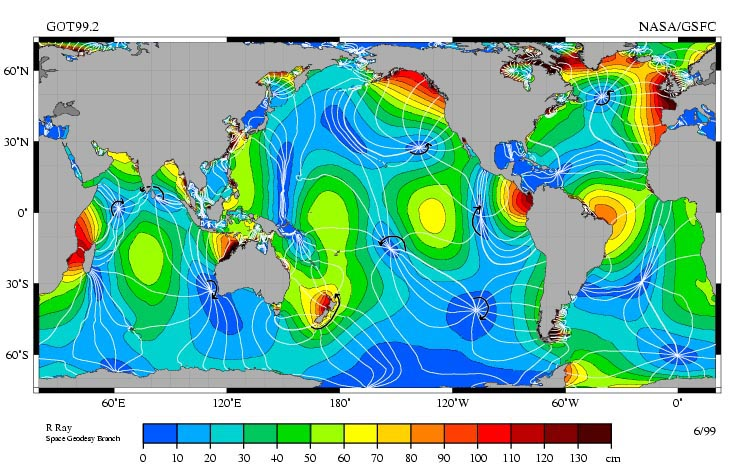
Homokumenes op een oceaankaart

Een Homokumene is een lijn van plaatsen met gelijke fase van het getij. In het Nederlands is hier eigenlijk geen gangbare term voor. Door de KNMI-onderzoeker Van der Stok is hiervoor in 1910 de term Homokumene (van ῀ομόυ (gelijktijdig) en κύμα (golf) voorgesteld. Deze term is echter niet aangeslagen en in het Nederlands wordt daarom vaak de Engelse term "codital line" gebruikt, of een omschrijving. Vaak worden lijnen van de reeks plaatsen genomen waar tegelijkertijd hoogtij voorkomt. In tegenstelling tot "iso-lijnen" (zoals isobaren en dieptelijnen) kunnen homokumenes allemaal samen komen op één bepaald punt, het amfidromische punt, waar de amplitude van het getij bijna nul is.

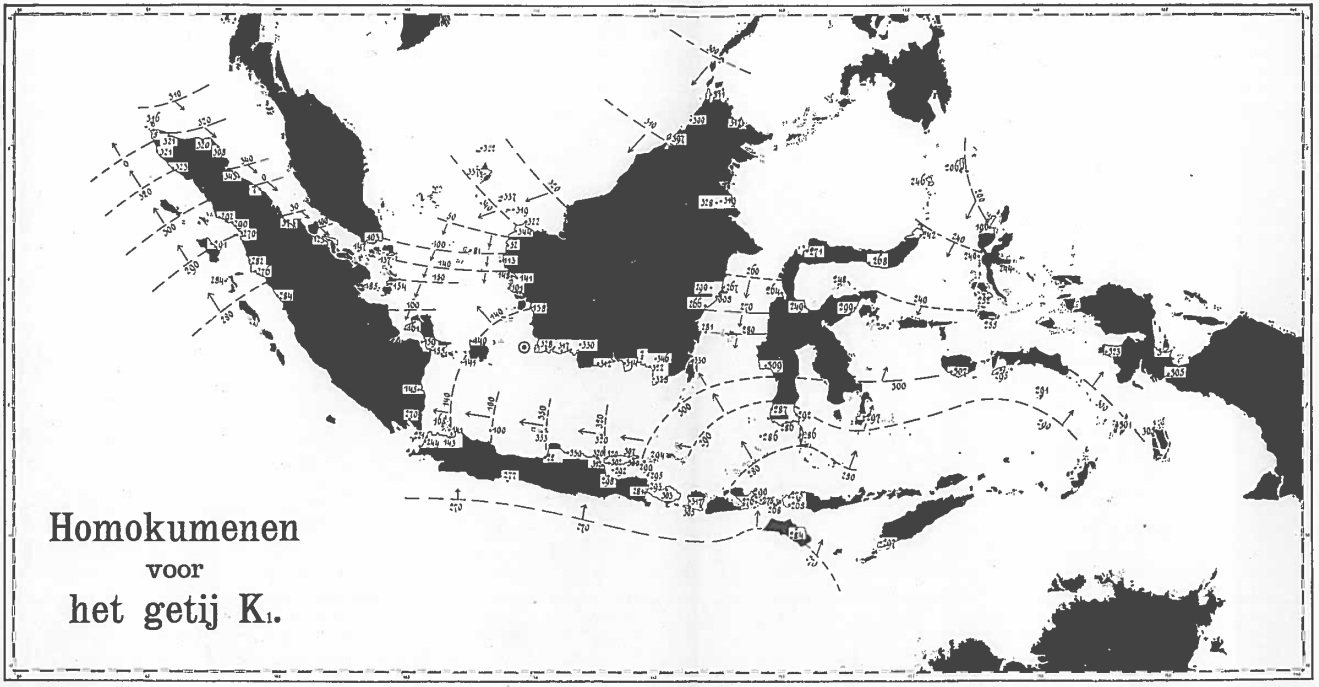
De Homokumenes voor K1 in Indonesië (naar Van der Stok)

Feitelijk kunnen van alle getijcomponenten (bijv. M2, K1, etc) homokumenes getekend worden, maar vaak is het M2-getij overheersend, dus wordt alleen die component gegeven. Echter in Zuidoost Azië speelt de K1 component ook een belangrijke rol, vandaar dat die destijds door Van der Stok ook apart in kaart is gebracht.